# ハーバーセンター

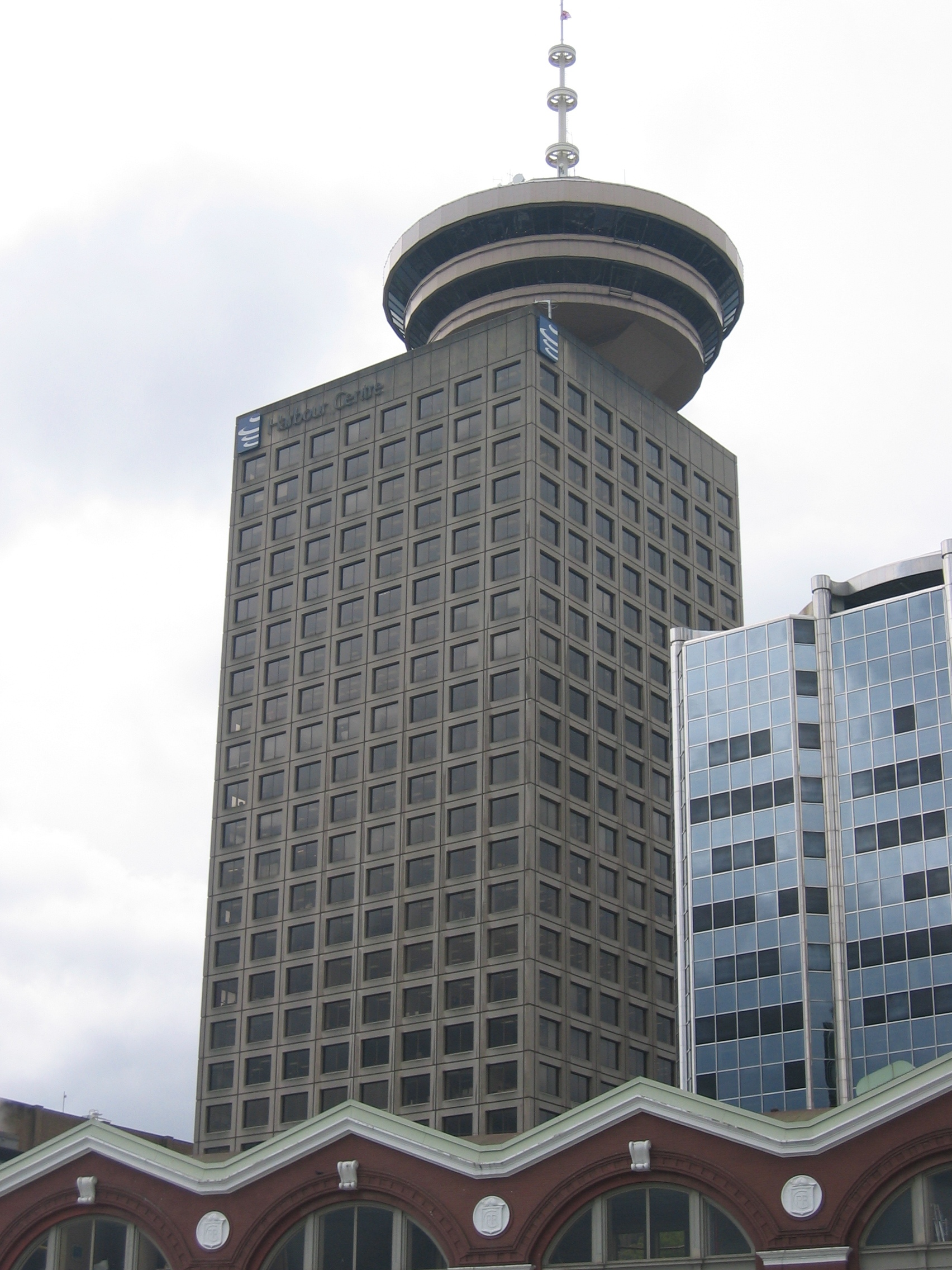
ハーバーセンター

ハーバーセンター（Harbour Centre）はカナダのブリティッシュコロンビア州バンクーバー市中心部にある高層オフィスビル。高さ146 m（東京の霞が関ビルディングとほぼ同等）とバンクーバーでは4番目に高いビルであり、著名なランドマークでもある。上層部には360度見渡せる展望デッキがあり市内全体が見渡せるために、多くの観光客が訪れる市内有数の観光名所となっている。1990年代の「.comブーム」の間に急成長を遂げたストーミックス・テクノロジーズやネットネーションといった数多くの先端技術会社の本社となっている。なお展望デッキなどの観光地となっている部分はバンクーバー・ルックアウトと呼ばれる。
デザインはトロントのCNタワーなども手掛けたWZMH Architectsが担当し、28階建てでアレクサンドリアの大灯台がモデルといわれている。しかしこの高さ146 mにはビルの頂上にある尖塔が含まれておらず、尖塔の先端までの高さを含めると177 mとなりバンクーバー第二の高層ビルとなる。バンクーバー中心部のWest Hastings Streetにあり、シーバス、ウエストコーストエクスプレス、バンクーバー・スカイトレインといったバンクーバーの交通システムのターミナルとなっているウォーターフロント駅前にある。
テナントはIT企業のほかにサイモンフレーザー大学やイタリア領事館なども入居している。また尖塔がクリスマスの時期に赤くライトアップされることでも有名である。

## 観光名所
ハーバーセンターの展望デッキはオフィスが入居してるビルの上にあり、1977年にオープンした。オープンには人類で初めて月面に降り立った宇宙飛行士ニール・アームストロングが大きくかかわっており、現在でもデッキに彼の足跡が展示されている。円形の展望デッキからはバンクーバー市内が一望でき、晴れた日にはアメリカのワシントン州にあるベーカー山までも肉眼で確認することができる。
またデッキはバンクーバーで最も高い位置にある360度回転レストランでもある。